# ステーキハウス

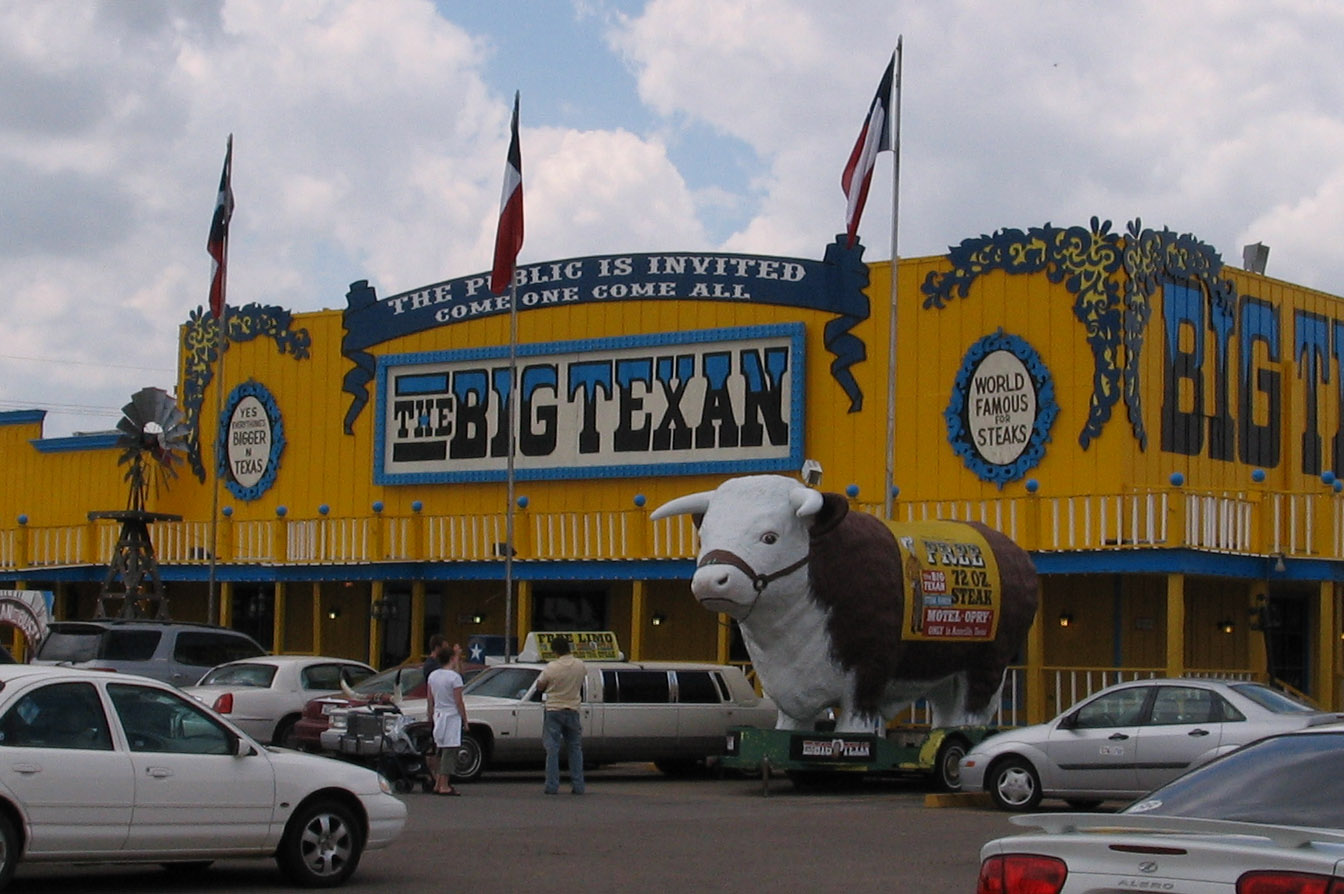
テキサス州アマリロにあるザ・ビッグ・テキサン・ステーキランチ

ステーキハウス（英語: steakhouse / steak house）はビーフステーキに特化したレストランである。通常、これらのステーキは注文を受けた後に調理が行われ、ベイクドポテトやロールパンといった副菜とともに提供される。また、ステーキハウスは「チョップハウス」という名称で呼ばれることもある。大多数のステーキハウスはプライム・リブ、仔牛肉といった部位も調理する他、魚介類の調理を行うこともある。
ステーキハウスの源流となったレストランであるチョップハウスは18世紀、マトンやピジョン・パイ、ステーキ・アンド・キドニー・プディングといったイングランド料理を提供する店として、ロンドンにおいて初めて登場した。当時のヨーロッパ大陸部の流行であった料理の美を追求する新しいスタイルが流入してきたにもかかわらず、提供される食事の本質的な部分は19世紀後半を通じ頑なに維持された。チョップハウスは通常男性のみ入店できる形態をとっていた。
ステーキハウスはアメリカ合衆国において19世紀後半に伝統的な酒場付き宿からの発展形態として誕生した。

## 著名なステーキハウスの一覧
- ベアクリーク・サルーン・アンド・ステーキハウス - ベアクリーク
- バーンズ・ステーキハウス - タンパ
- ボブキャット・バイト - サンタフェ
- ブラッスリー・レ・アル - ニューヨーク
- キャトルマン・レストラン - ニューヨーク
- カントリービルズ - ポートランド
- デルモニコス - ニューヨーク
- ギャラガーズ・ステーキハウス - ニューヨーク
- ゴラッツ - オマハ
- ジェス＆ジムズ・ステーキハウス - カンザスシティ
- キーンズ・ステーキハウス - ニューヨーク
- ミッチェルズ・ステーキハウス - コロンバス
- モイッシュズ・ステーキハウス - モントリオール
- ピーター・ルーガー・ステーキハウス - ニューヨーク
- オールド・ホームステッド・ステーキハウス - ニューヨーク
- リングサイド・ステーキハウス - カンザスシティ
- スパークス・ステーキハウス - ニューヨーク
- ザ・ビッグ・テキサン・ステーキランチ - アマリロ
- ザ・ヒッチングポスト - カリフォルニア州
- ティンバーロッジ・ステーキハウス - ミネソタ州
- ウルフギャング・ステーキハウス - ニューヨーク

## チェーン店系ステーキハウス

### 北米
- ブランク・アンガス・ステーキハウス
- バッファロー・グリル - フランス
- チャーリー・ブラウンズ・ステーキハウス
- クレーム・ジャンパー
- ドウズ・イートプレイス

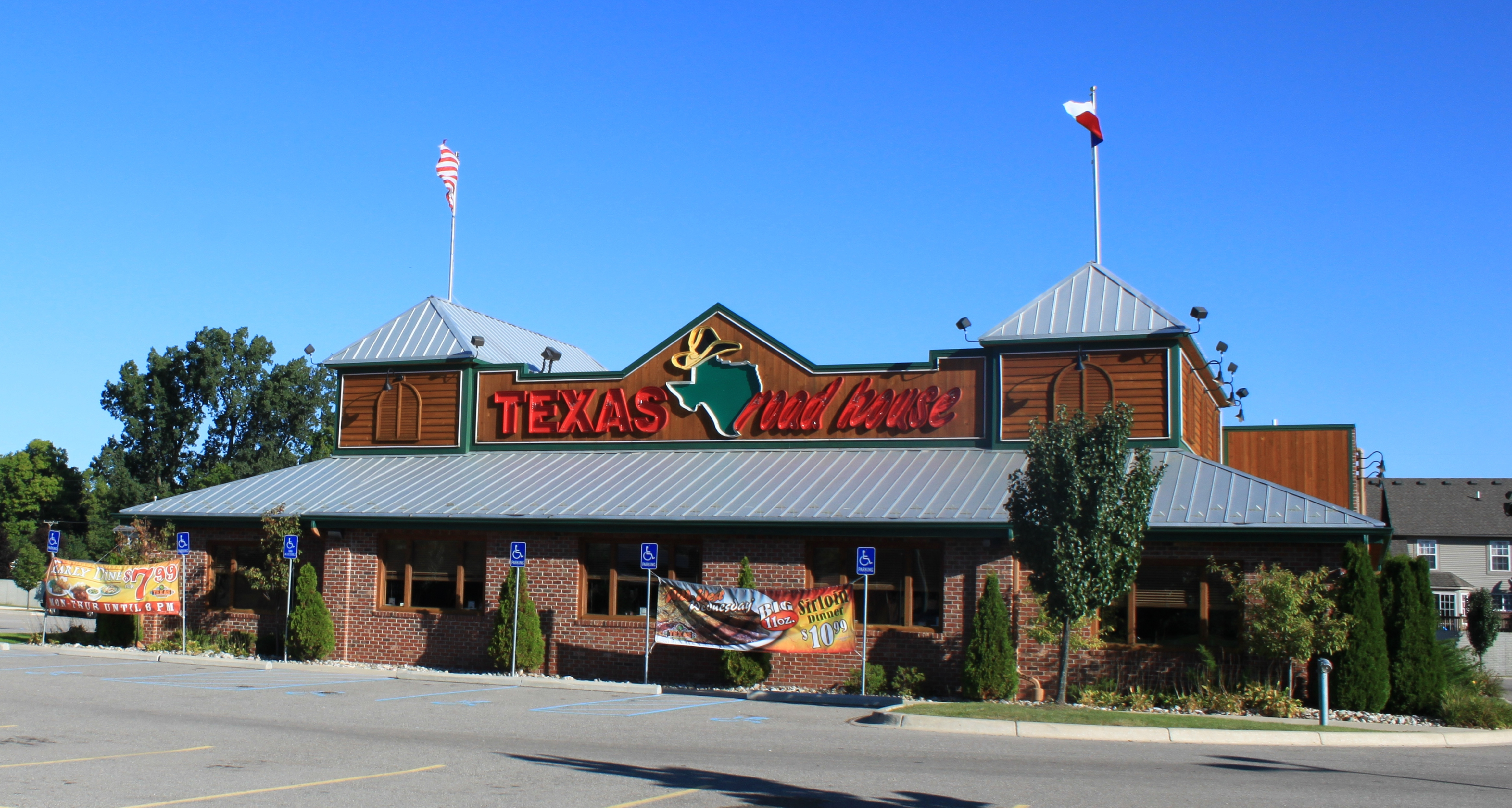
テキサス・ロードハウス

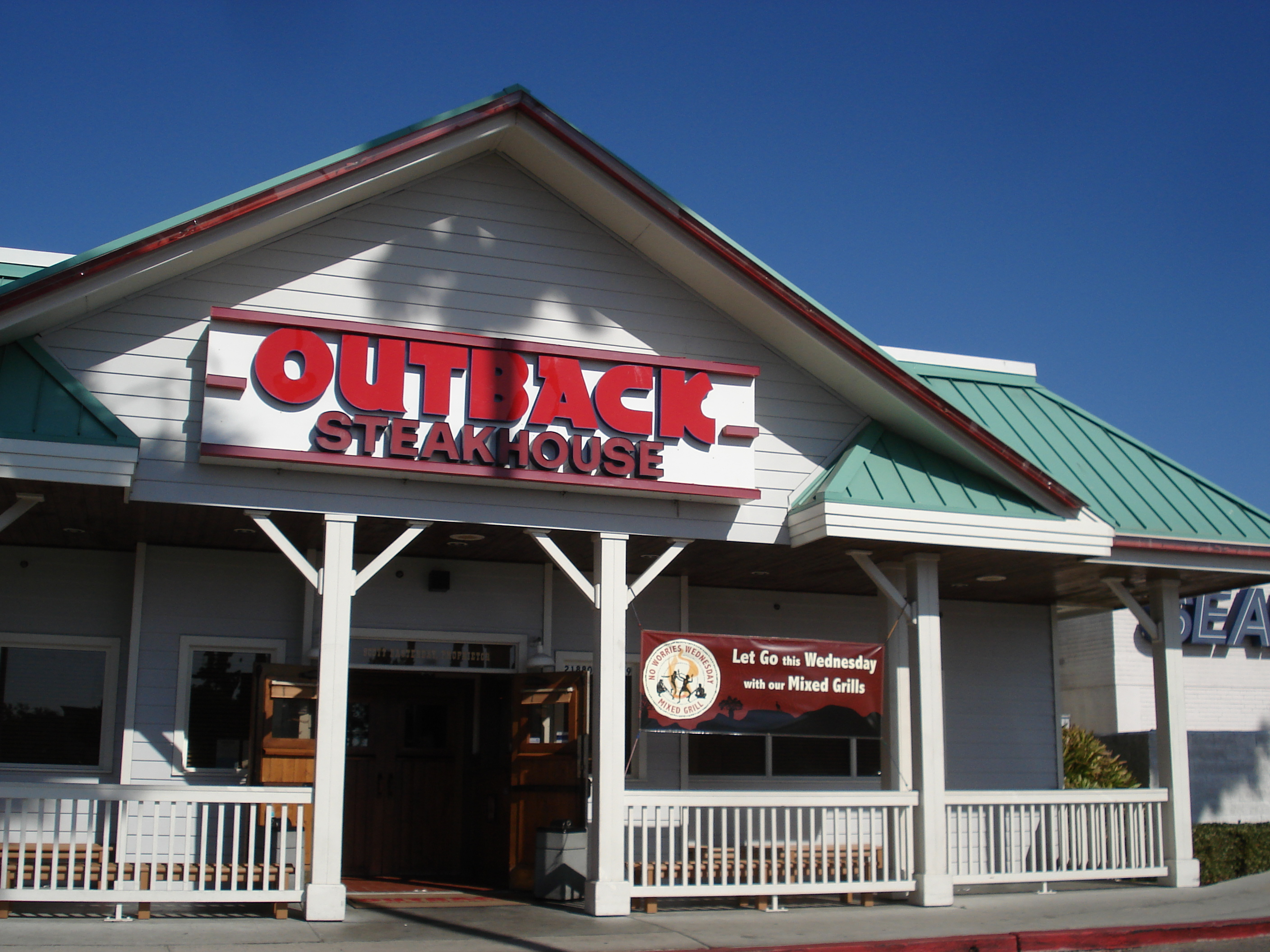
アウトバック・ステーキハウス

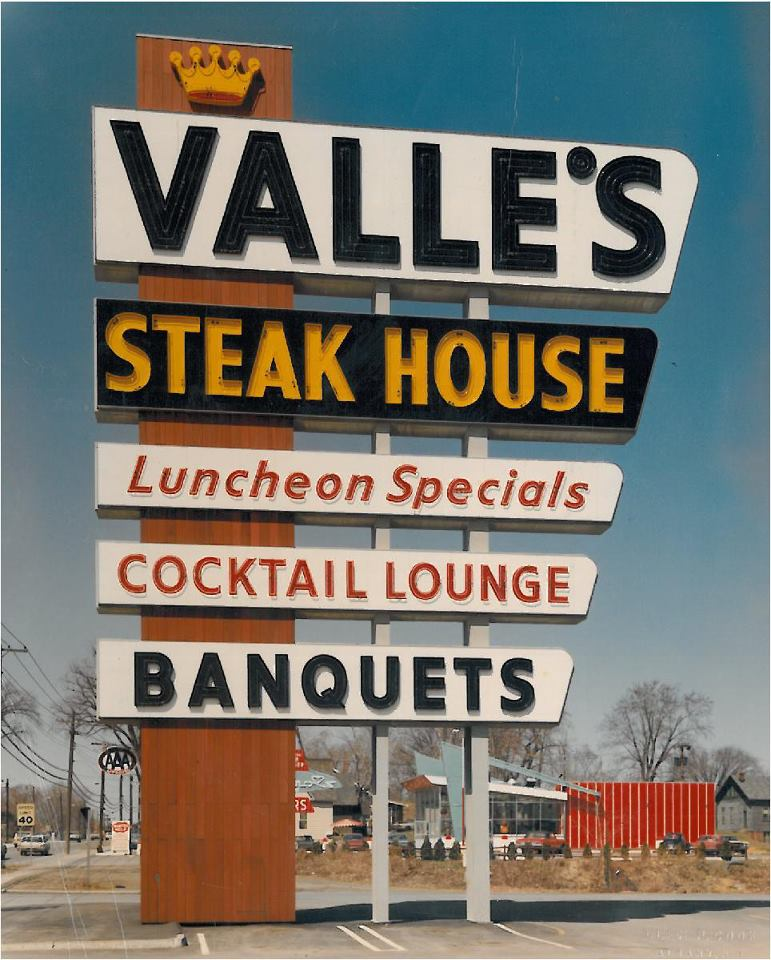
ヴェイルズ・ステーキハウスの看板

- フレミングス・プライム・ステーキハウス＆ワインバー
- フォーゴ・デ・ション
- ホスズ・ステーキ・アンド・シーハウス
- ヒューストンズ・レストラン
- K-ボブズ・ステーキハウス
- ローリーズ
- ローガンズ・ロードハウス
- ローンスター・ステーキハウス＆サルーン
- ロングホーン・ステーキハウス
- モンタナ・マイクス
- モートンズ
- ミスター・ステーキ
- アウトバック・ステーキハウス
- ポンデローザ・ステーキハウス
- クエーカー・ステーキ＆ルーブ
- ラスラー・ステーキハウス
- ルースズ・クリス・ステーキハウス
- ソルトグラス・ステーキハウス
- サーロイン・ストックエイド
- シズラー
- スミス＆ウォーレンスキー
- ステーキ・アンド・エール・レストラン
- ストーニー・リヴァー・レジェンダリー・ステークス
- ストリップ・ハウス
- テキサス・デ・ブラジル
- テキサス・ランド・アンド・キャトル
- テキサス・ロードハウス
- テキサス・ステーキハウス＆サルーン
- ザ・キャピタル・グリル
- ザ・ケグ
- ザ・パーム
- ヴェイルズ・ステーキハウス
- ウェスタン・シズリン
- ヨーク・ステーキハウス

### 北米以外

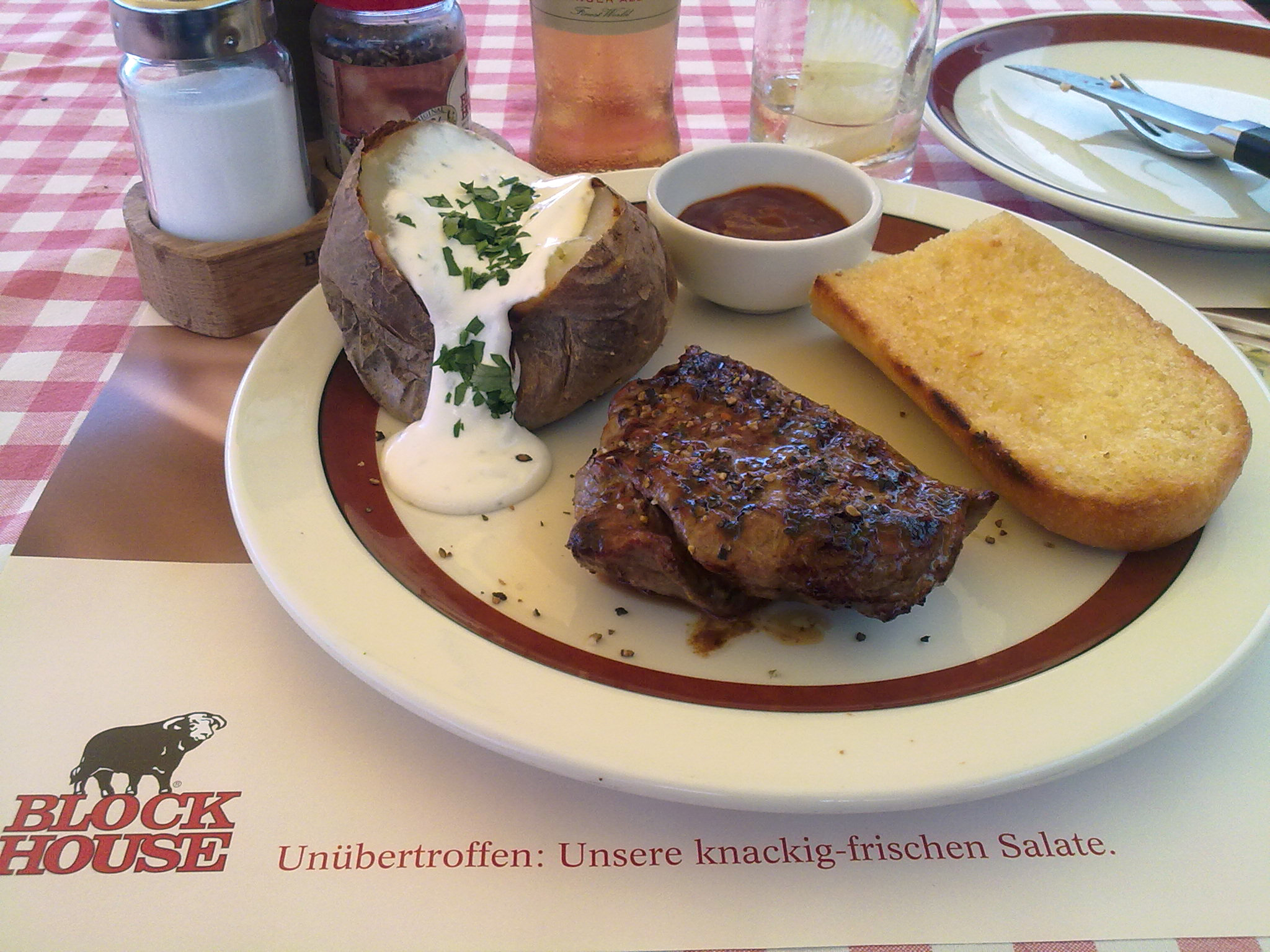
ポルトガルのブロックハウスのメニュー、ステーキディナー

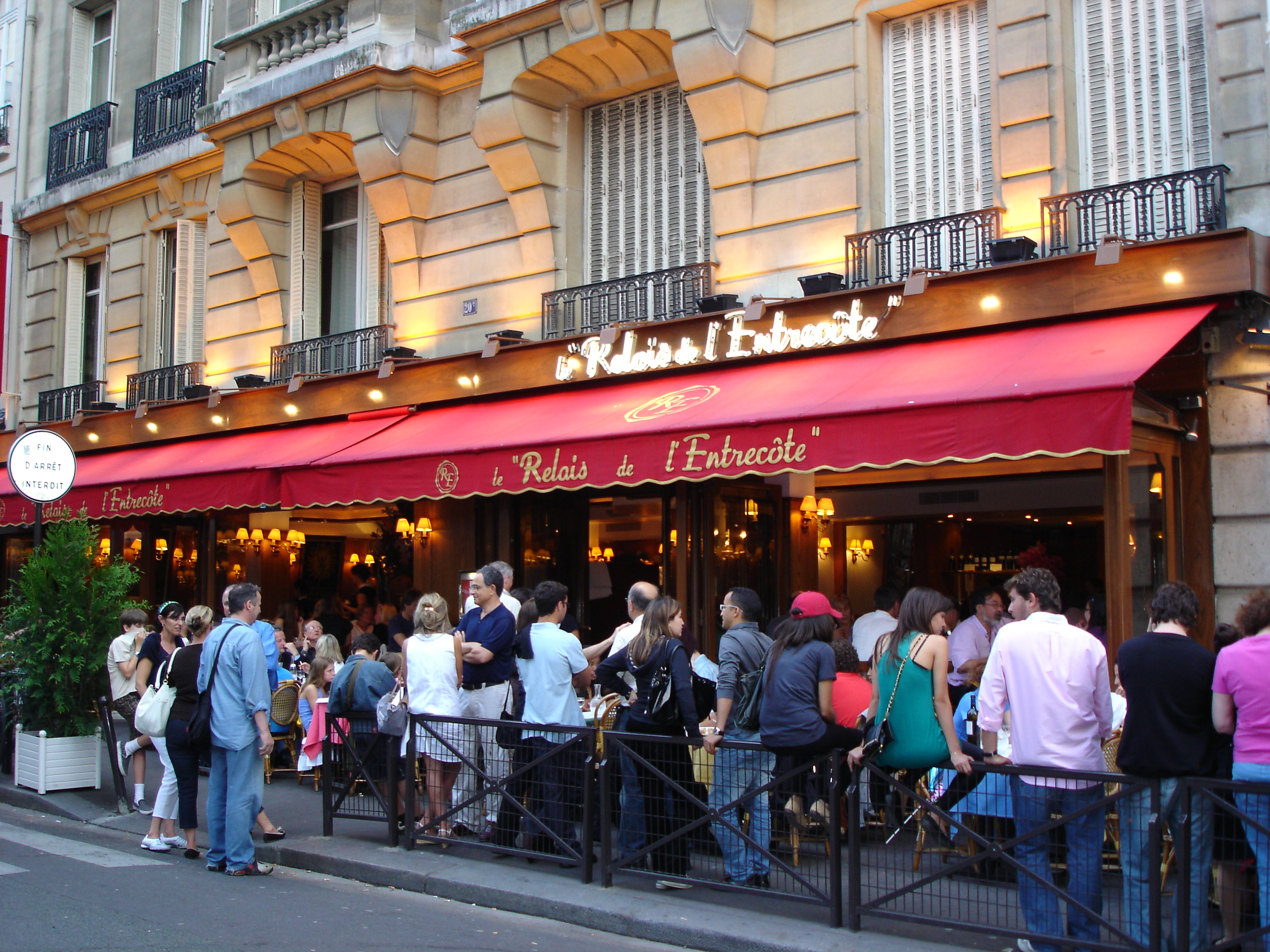
パリにあるラントルコート・サンジェルマン

- A Hereford Beefstouw - スカンジナビア
- ベルニー・イン（廃業） - イギリス
- ブロックハウス - ドイツ
- ホグズ・ブレスカフェ - オーストラリア
- ラントルコート - フランス
- ルルレ・ド・ラントルコート - フランス
- ルルレ・ド・ヴェニス - ロンドン、バーレーン、ニューヨーク
- マレド - ドイツ